# Ragösen (Anhalt)
Ragösen este o comună în Saxonia-Anhalt, Germania